# DANCE TO THE POPCORN CITY
『DANCE TO THE POPCORN CITY』（ダンス・トゥ・ザ・ポップコーン・シティ）は、2018年6月13日にROSE RECORDSから発売された、サニーデイ・サービス通算3作目のライブ・アルバム。

## 解説
2016年『DANCE TO YOU』、2017年『Popcorn Ballads』、そして本作の3か月前にリリースされたアルバム『the CITY』の3作品を中心に構成されたサニーデイ・サービス2018年春のワンマンツアーのうち、この作品には2018年3月26日に東京・渋谷CLUB QUATTROで行われた最終公演と、翌3月27日に東京・shibuya WWW Xで行われた追加公演の音源からセレクトされた11曲を収録。PA卓から直にライン録音し、編集やダビング、ミックスも施していないリアルな音が楽しめる。
『DANCE TO YOU』以降のサニーデイの覚醒感がノイズにまみれたサイケデリックなロックンロールとして立ち現れ、生々しい音像はその本能的な身体性をさらに加速させる。シューゲイザーがダンスの快楽と出逢う冒頭「泡アワー」からサニーデイのソウル・ミュージックを集約した甘く熱いエンディング「金星」まで、尋常ではない熱量が全編に漲り、あらゆる感情が昇華されていく。もはやサニーデイ・クラシックとなった「セツナ」も15分を超えるコズミックなロックジャムとして響き渡る。
本作は2018年4月28日に配信リリースされたライブ・アルバムをアナログ化したもの。歌詞カードは添付されていない。

## 収録曲

### SIDE A
1. 泡アワー  –  (5:26)[1][2][6][7]
2. 青い戦車  –  (6:03)[1][2][6][7]
3. 冒険  –  (7:22)[1][2][6][7]
4. イン・ザ・サン・アゲイン  –  (2:52)[1][2][6][7]
5. 苺畑でつかまえて  –  (4:57)[1][2][6][7]
6. 卒業  –  (4:14)[1][7][6](4:15)[2]

### SIDE B
1. Tシャツ  –  (2:08)[1][2][6][7]
2. 花火  –  (6:16)[1][2][6][7]
3. セツナ  –  (11:02)[1][2][6][7]
4. 音楽  –  (3:44)[1][2][6][7]
5. 金星  –  (5:00)[1][2][6][7]

## クレジット
- live mix by Akira Taruya
- all songs writen by K.Sokabe
- recorded by Hiroaki Shimura
using SONY PCM-M10 direct from PA console
- designed by K.Sokabe

### スタッフ
- 曽我部恵一
- 田中貴
- 高野勲
- 新井仁
- 岡山健二
- 樽谷寛
- 谷津純子
- 高田政義
- 岩井慶太
- 金野志保
- 木菱譲
- 峰友洋
- 詩村宏明
- 石垣星児
- 工藤ちひろ
- 水上由季
- 岩崎朗太

## リリース日一覧
| 地域 | 発売日        | リリース     | 規格                   | 品番      | 備考                                |
| ---- | ------------- | ------------ | ---------------------- | --------- | ----------------------------------- |
| 日本 | 2018年4月28日 | ROSE RECORDS | デジタル・ダウンロード | -         | 通常音質（全11曲：AAC 128/320kbps） |
| 日本 | 2018年5月13日 | ROSE RECORDS | LP                     | ROSE 227X | CD発売予定なし。                    |